# (16868) 1998 AK8
1998 أي كي 8 (ويعرف أيضًا باسم (16868) 1998 أي كي 8 وفق تسمية الكوكب الصغير) (بالإنجليزية: 1998 AK8)‏ هو كويكب ضمن حزام الكويكبات؛ وترتيبه 16868 من حيث الاكتشاف.
اكتُشف هذا الجُرم الفلكي بواسطة OCA–DLR Asteroid Survey ‏ في 9 يناير 1998.

## وصلات خارجية
- (16868) 1998 AK8 في قاعدة بيانات مختبر الدفع النفاث لأجرام النظام الشمسي الصغيرة

- الاكتشاف · مخطط المدار ·  العناصر المدارية · المعلمات المادية

- (16868) 1998 AK8 على موقع ويكي سكاي: DSS2, SDSS, GALEX, IRAS, Hydrogen α, X-Ray, Astrophoto, Sky Map, Articles and images